# 孔宗顯
孔宗顯（1422年—？），字弘章，直隸常州府武進縣人，明朝政治人物。進士出身。

## 生平
景泰元年（1450年）庚午科應天府鄉試第七十五名。天順元年（1457年）參加丁丑科會試第一百五十五名，殿試登進士第二甲第九十五名。官户部主事，歷升郎中、浙江右参议、福建右参议。

## 家族
曾祖父孔惠、祖父孔彥德、父亲孔玉。